# Monte Olympus (Washington)
El Olympus es la quinta montaña más alta del estado de Washington. Está situada en la península Olímpica en el extremo occidental de Washington y es la atracción principal del parque nacional Olympic.
El monte Olympus fue descubierto en 1774 por el explorador español Juan Pérez, que lo llamó «Cerro Nevado de Santa Rosalía». Nombre que se considera el primero dado por un europeo a un accidente geográfico en la región del actual estado de Washington. El 4 de julio de 1778, el explorador inglés John Meares le dio a esta montaña su nombre actual.
A pesar de su modesta altura, el Monte Olympus contiene grandes glaciares debido a sus copiosas nevadas. Estos glaciares son el Blue, Hoh, Humes, Jeffers, Hubert, y White. El glaciar Hoh es el más largo con 4,93 km de longitud. El Blue el de mayor volumen con 0,57 km³ y una superficie de 5,31 km².